# Johannes Huber (Politiker, 1877)
Johannes Huber (ungarisch Huber János; * 22. Februar 1877 in Donnerskirchen; † 1947) war ein österreichisch-ungarischer Journalist, Politiker und Geistlicher.

## Leben
Huber studierte in Raab Theologie sowie in Budapest Jura und Philosophie. 1901 wurde er in Raab zum Priester geweiht und arbeitete anschließend in verschiedenen Gemeinden der Diözese Raab. 1906 übernahm er die Redaktion des Westungarischen Volksblatts, das in Ödenburg erschien. Ab 1908 leitete er in Budapest das Christliche Volksblatt, das Organ des Katholischen Volksvereins, einer Vereinigung der katholischen Deutschen in Ungarn. Hier wurde er auch Zentralsekretär. Neben dem Christlichen Volksblatt leitete Huber ab 1917 auch die neu gegründete Zeitung Neue Post – die spätere Pester Zeitung – sowie das religiöse Wochenblatt Das Herz. In diesen und anderen Zeitungen publizierte Huber auch selbst und wurde so zu einem wichtigen Akteur des katholischen politischen öffentlichen Lebens in Ungarn. 
1919 gehörte er dem neu gegründeten Deutschungarischen Volksrat an, der durch die Aufrufe Karls I. als Versuch, die Habsburger Monarchie zu retten, gegründet worden war. Er arbeitete hier eng mit dem späteren Nationalitätenminister Jakob Bleyer zusammen. 1920 wurde Johannes Huber als Abgeordneter des Bezirks Neusiedl am See für die Deutsch-Christliche Wirtschaftspartei in die ungarische Nationalversammlung gewählt. 1921 wurde er zum Domherrn des Domkapitels Ödenburg gewählt. Huber war im Ungarländischen Deutschen Volksbildungsverein aktiv und begründete das freie deutsche Lyzeum in Ödenburg.